# Святополк I (князь Великой Моравии)
Святополк (Святоплук, словац. Svätopluk, чеш. Svatopluk; умер в 894) — князь Нитранского княжества с 850-х годов по 871 год, третий князь Великой Моравии с 871 по 894 год. Происходил из династии Моймировичей.

## Биография

### Путь к власти
Святополк был племянником князя Ростислава. В конце 850-х годов он стал во главе Нитранского княжества, которое являлось частью Великой Моравии. В 867 году, после нападений восточных франков, Ростислав повысил его до уровня сюзерена, надеясь таким образом улучшить оборонные способности державы. Но вследствие возросшей власти Святополка Великая Моравия де-факто разделилась на две части. Как Ростислав, так и Святополк были вынуждены отражать новые вторжения в 868 и 869 годах.
В 870 году Святополк отказался признавать власть Ростислава и согласился на протекторат Восточно-Франкского королевства над Нитранским княжеством. В ответ, Ростислав попытался его убить и восстановить свою власть над Нитрой. Однако Святополку удалось взять Ростислава в плен и выдать его восточным франкам, его многолетним врагам. По приговору суда, Ростислава ослепили и впоследствии тот скончался в одном из баварских монастырей.
На место Ростислава франки послали собственных кандидатов, графов Вильгельма II и Энгельшалька I, которые должны были править западной частью Великой Моравии. Святополк же, правивший в восточной части, сам надеялся перенять всю власть в государстве и отказался соглашаться с восточно-франкской оккупацией, за что франки заточили его вместе с Мефодием Солунским. Однако год спустя в Великой Моравии народ под предводительством Славомира поднял восстание против навязанной власти восточных франков. Посланное Людовиком II Немецким для подавления восстания войско было разбито. Людовик организовал второй поход против повстанцев, возглавляемый освобождённым Святополком, который пообещал ему подавить восстание. Однако когда франкское войско достигло Великой Моравии, Святополк перешёл на сторону восставших и возглавил их. Второе франкское войско было наголову разгромлено. В итоге Святополк смог стать князем Великой Моравии.

### Княжение

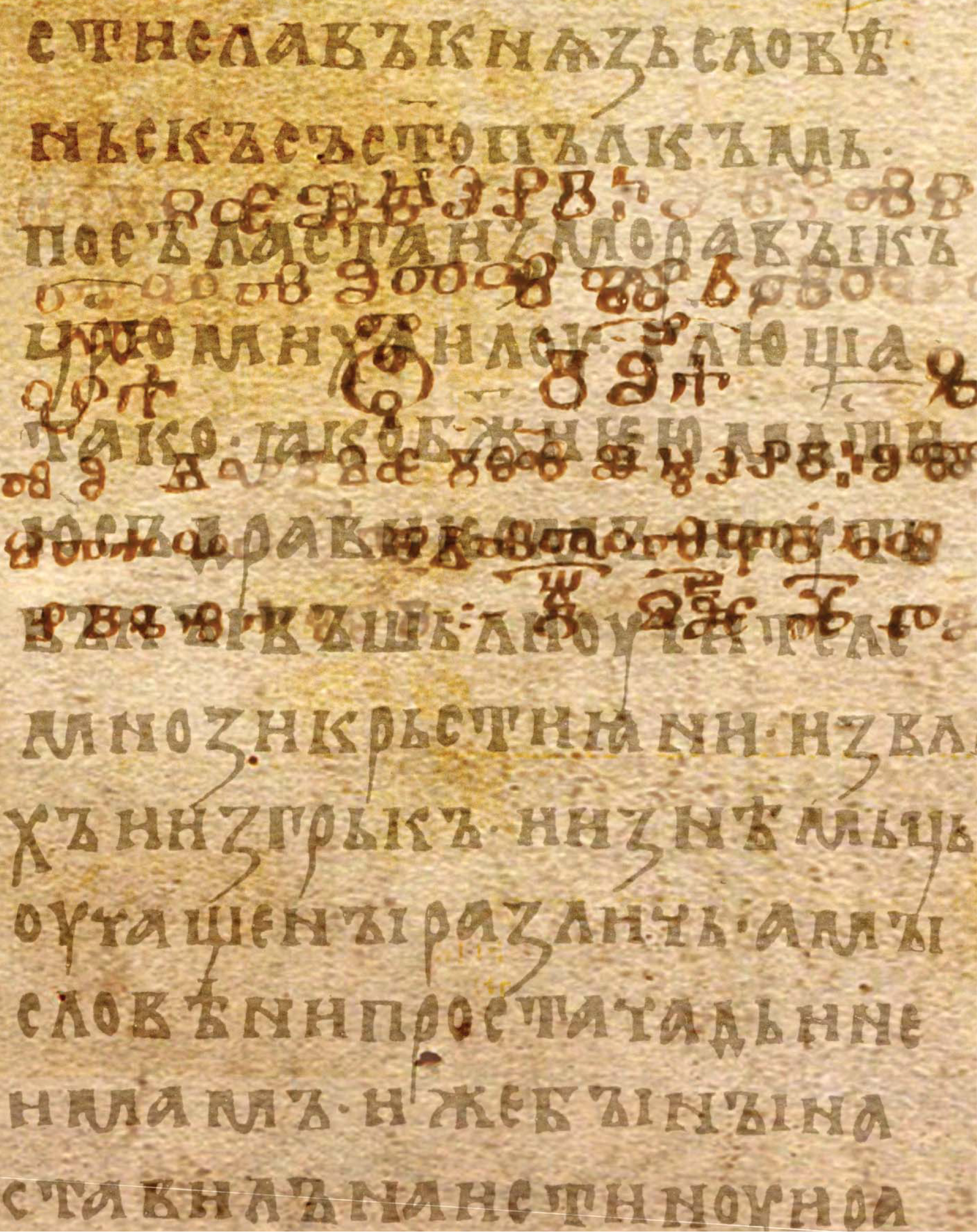
Грамота Святополке I

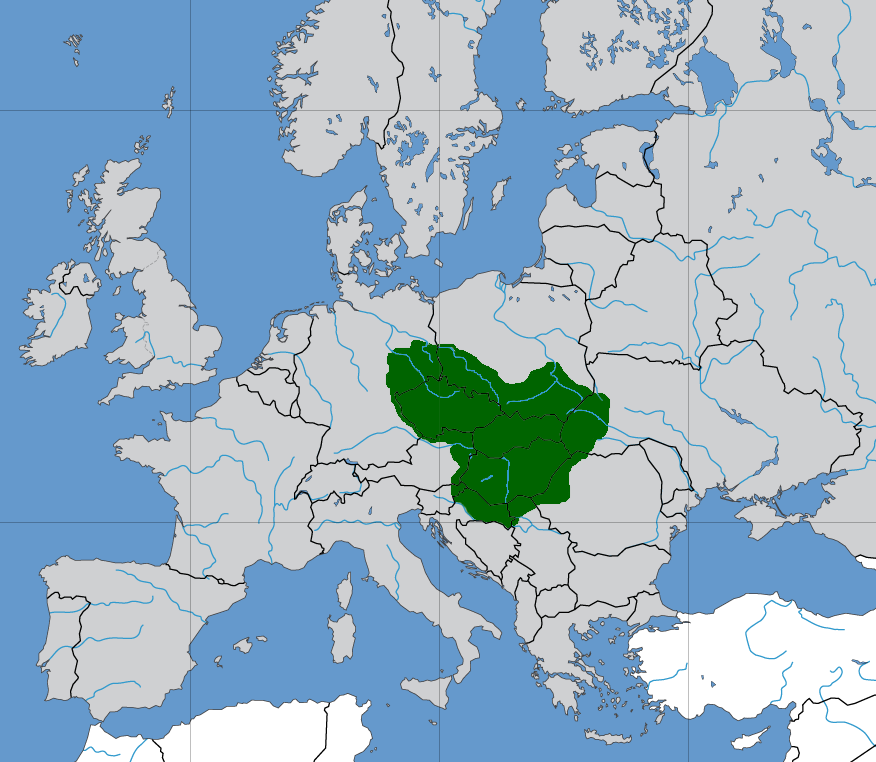
Владения Великой Моравии при Святополке I

В 871 и 872 годах Святополк снова был вынужден обороняться от нападений франков. В 874 году между послами Святополка и Людовика Немецкого был заключён Форххаймский мир Святополк обязывался выплачивать Восточно-Франкскому королевству дань и формально признавал его верховенство. Взамен он получал передышку в борьбе против своего наиболее сильного противника, возможность завоёвывать новые земли и преобразить Великую Моравию в мощную державу. Экспансии Великой Моравии способствовало её культурное превосходство над соседями. Уже в 874 году Святополк овладел землями в верхнем течении Вислы. Далее он занял север современной Моравии в окрестностях города Опава. В 880 году к владениям Великой Моравии прибавились Силезия и восток сегодняшней Венгрии в среднем течении Тисы, принадлежавший тогда болгарам. С 890 года частью государства Святополка стали также Богемия (княжество Пржемысловичей) и Лужица.
В 882 году Святополк в качестве союзника восточнофранкского короля Карла III вторгся в земли своих давних врагов, маркграфов Вильгельма II и Энгельшалька I и прогнал их. Они в свою очередь заключили союз с Арнульфом Каринтийским в Паннонии, который настроил болгар против Святополка. Святополк разбил болгар и включил в состав своего государства даже Паннонию — часть территории Арнульфа Каринтийского.

### Церковная политика

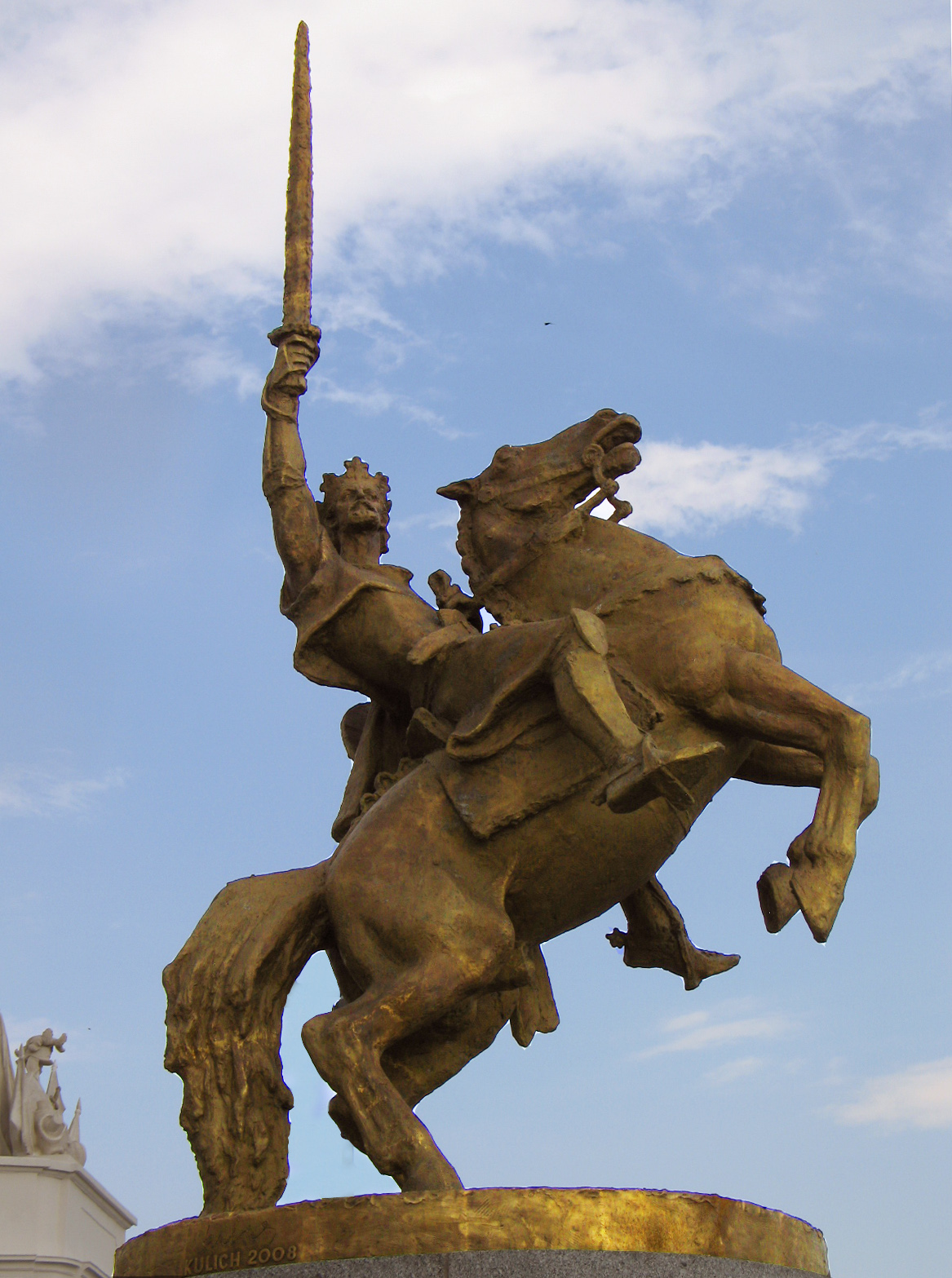
Памятник Святополку в Братиславе

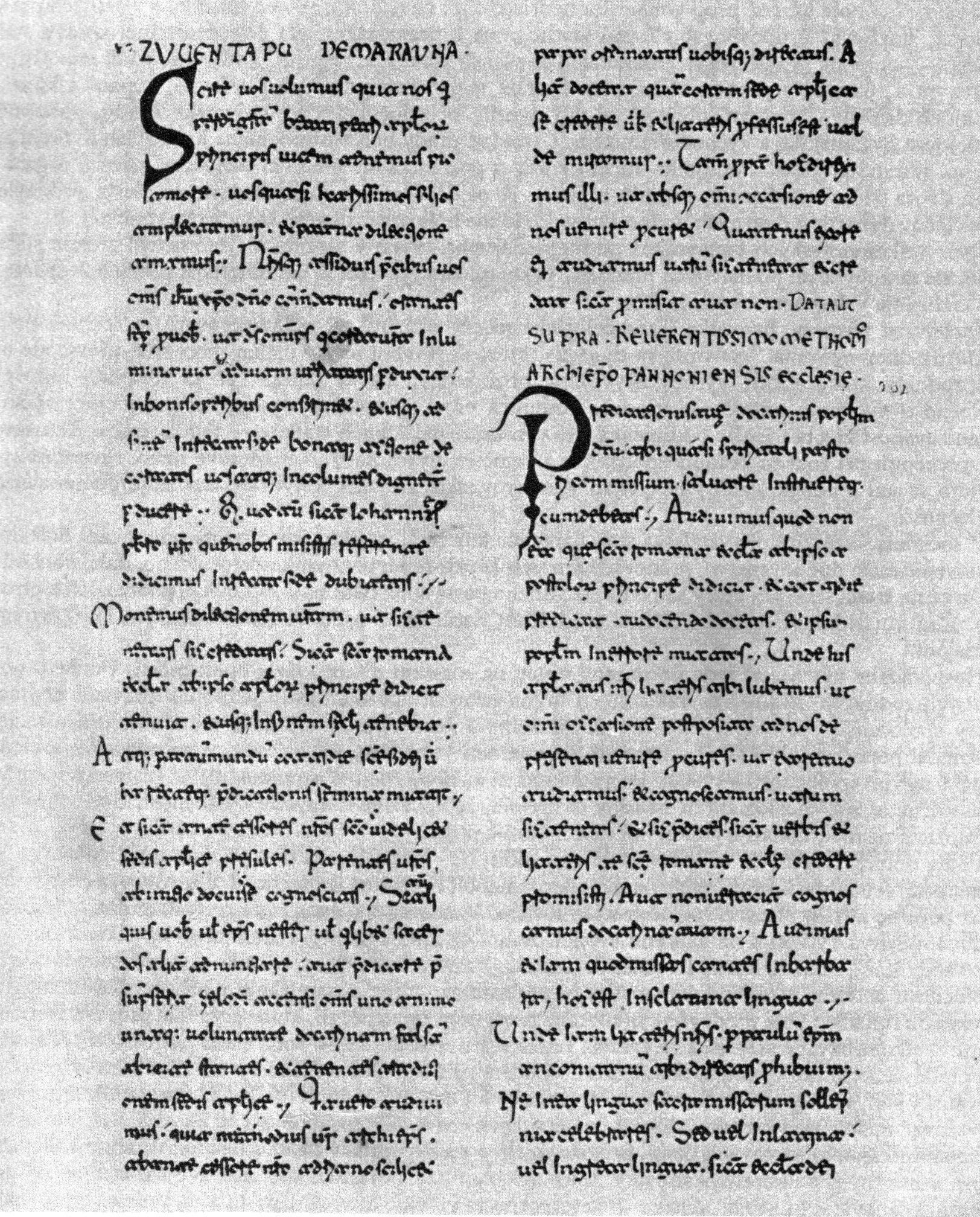
Папская булла Industriae tuae, адресованная Святополку I

Святополк проводил значимые общественные и военные реформы, сохраняя сильные позиции Великой Моравии в Центральной Европе.
К реформам относилась и церковное управление, созданное в 880 году. В Нитре было основано епископство, подчинённое архиепископу Мефодию Солунскому. В том же году Великая Моравия стала леном римского папы, что означало равное положение с Восточнофранкским королевством. Святополк стал и де-юре королём, хотя и ранее иногда назывался Rex. Год спустя в Нитре был основан первый монастырь в современной Словакии.
В конце правления Святополка римский папа в результате сложных отношений и смерти Мефодия запретил литургию на старославянском языке, впоследствии папскими легатами были изгнаны ученики Мефодия.

### Смерть
Святополк умер в 894 году. На смертном одре он призвал своих сыновей к сопротивлению восточным франкам и к укреплению великоморавской державы. Князем Великой Моравии после смерти Святополка стал его первый сын Моймир II, в то время как второй сын, Святополк II, получил Нитранское княжество, а третий сын, Предслав — Братиславу. Впоследствии между Моймиром II и Святополком II вспыхнул конфликт, в результате которого начался распад Великой Моравии.